# Пасевич Іван Григорович

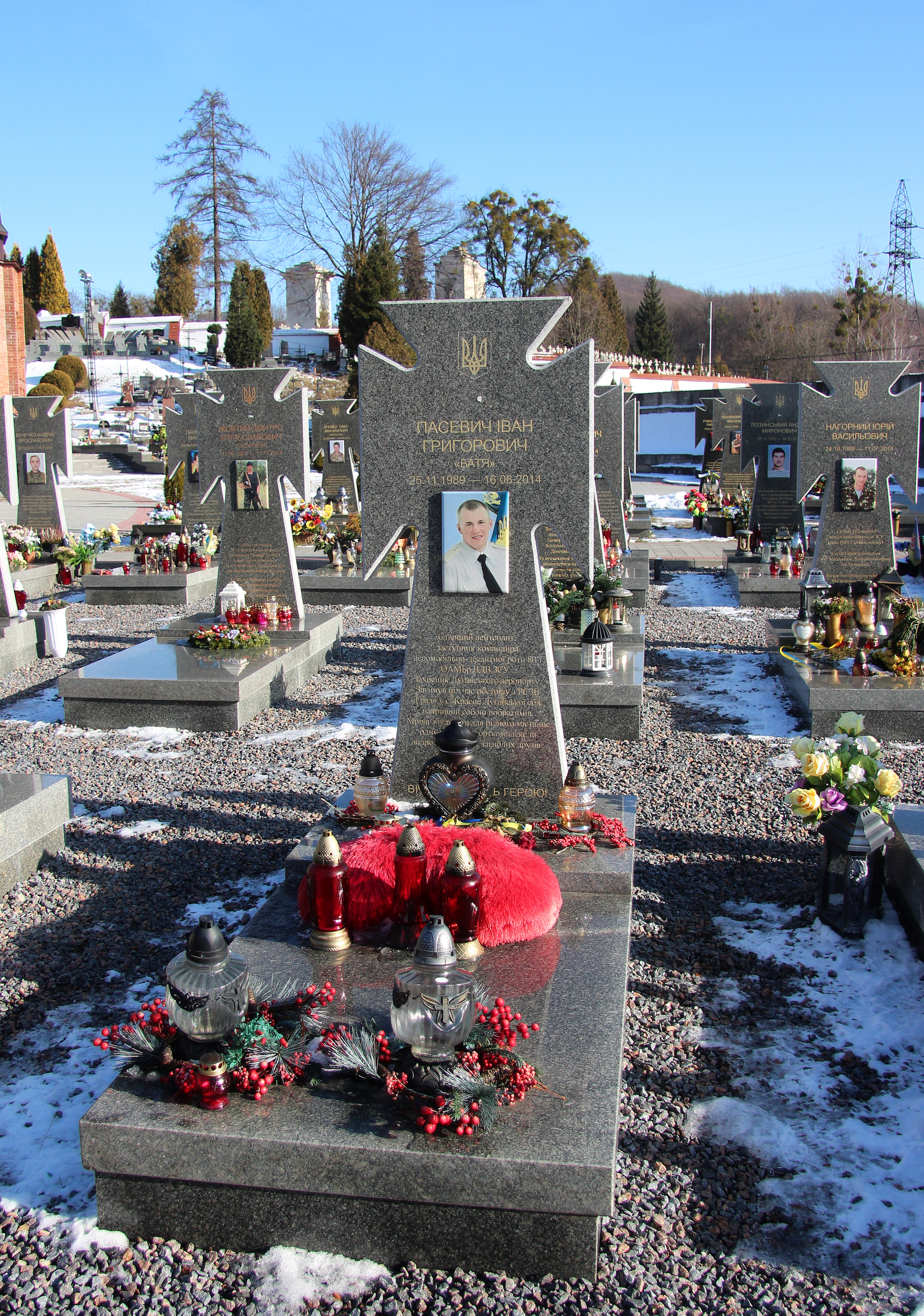

Іва́н Григо́рович Пасе́вич (25 листопада 1989 — 16 серпня 2014) — старший лейтенант Збройних сил України, учасник російсько-української війни.

## Життєвий шлях
Іван Пасевич народився 25 листопада 1989 року у селі Залізниця Любешівського району Волинської області.
У 1995 році пішов у 1 клас Залізницького НВК. Після закінчення 9 класу вступив на навчання до Володимир-Волинського педагогічного коледжу, спеціальність «вчитель інформатики». У 2009 році вступає на навчання до академії Сухопутних військ імені гетьмана Петра Сагайдачного, спеціальність «Управління діями підрозділів високомобільних десантних військ». Випускник академії сухопутних військ імені гетьмана Петра Сагайдачного 2014 року. У 2013 році вступив на навчання до Львівського інституту банківської справи Університету банківської справи Національного банку України (м.Київ), за спеціальністю «управління фінансово-економічною безпекою».
Заступник командира 3-ї роти 80-ї окремої аеромобільної бригади. Загинув при звільненні села Красне Краснодонського району Луганської області — під час обстрілу терористами з РСЗВ «Град» своїм тілом закрив від вибуху двох побратимів, завдяки чому вони залишилися живі. Тоді ж загинули Ігор Добровольський, Тарас Кулєба, Артур Лі, Денис Мирчук, Владислав Муравйов, Назар Пеприк, Олег Тюріков, Олександр Філь, Денис Часовий.
Батько — Пасевич Григорій Павлович, працював газозварювальником у колгоспі. Мати — Пасевич Олена Іванівна — завідувач дитячого садочка. Дід — Іван Борисович Ярмолюк -ветеран Другої світової війни, був двічі поранений, орденононосець, помер у віці 91 року. Дружина — Олена Вікторівна Пасевич, декан факультету підвищення кваліфікації та перепідготовки Львівського інституту банківської справи Університету банківської справи Національного банку України, к.е.н, доцент., донька Марійка 2014 р.н.
Похований в селі Залізниця.

## Нагороди та вшанування
За особисту мужність і героїзм, виявлені у захисті державного суверенітету та територіальної цілісності України, вірність військовій присязі під час російсько-української війни, відзначений — нагороджений:
- Орденом Богдана Хмельницького III ступеня (15.3.2015, посмертно)[1]
- Нагрудним знаком «За оборону Луганського аеропорту» (посмертно)
- У Залізницькій школі відкрито меморіальну дошку (25 листопада 2016 р.)
- У селі Залізниця закладено сквер ім. Івана Пасевича
- Почесний громадянин Любешівського району (посмертно, у 2016 р.)
- Почесний громадянин Залізницької сільської ради (посмертно, у 2016 р.)
- у Володимир-Волинському педагогічному коледжі встановлений пам'ятний меморіал
- на Личаківському цвинтарі — поле почесних поховань № 76 — встановлено пам'ятний хрест про Івана Пасевича
- на «Алеї пам'яті» у смт Любешів Волинської області (2017 р.)
- Його портрет розміщений на меморіалі «Стіна пам'яті полеглих за Україну» у Києві: секція 2, ряд 9, місце 31.
- Вшановується 16 серпня на щоденному ранковому церемоніалі вшанування українських захисників, які загинули цього дня у різні роки внаслідок російської збройної агресії[2]